# حارة الأصبحي الشمالية (صنعاء)
حارة الاصبحي الشمالية هي إحدى حارات حي شرق حدين بمديرية السبعين إحد مديريات العاصمة اليمنية صنعاء، بلغ تعداد سكانها 2294 نسمة حسب تعداد اليمن لعام 2004.